# Tormenta en el paraíso
Tormenta en el paraíso es una telenovela mexicana producida por Juan Osorio para Televisa en el año 2007. 
Basada en los libros originales Un paraíso maldito / Azul infierno, una historia inédita de Caridad Bravo Adams por primera vez adaptada a la TV por Marcia del Río y Claudia Velazco, la trama trata acerca de una maldición que ronda a una misteriosa perla negra, retomando como historia previa el amor entre una indígena maya y un español.
Está protagonizada por Sara Maldonado y Erick Elías, junto con Mariana Seoane, Úrsula Prats, Erika Buenfil, Oscar Traven, Alejandro Tommasi y Adalberto Parra en los roles antagónicos. Acompañados de Ingrid Martz, Ernesto D'Alessio,José Luis Reséndez, Manuel Ojeda y Frances Ondiviela.

## Sinopsis
En el año de 1519, el sacerdote Maya Ahzac se entera de que su hija, la doncella Ixmy, se ha entregado al amor de un hombre blanco.  Ella estaba destinada a ser sacrificada a los dioses junto con una ofrenda en oro y una perla negra de singular tamaño. Al transgredir su destino, Ixmy despierta la ira de Ahzac quien invoca una terrible maldición: “¡Todo aquel que tenga en sus manos a la Perla Negra, jamás conocerá la felicidad!”
En 1987, los investigadores Hernán Lazcano y Eliseo Bravo, bucean en los arrecifes de coral de Cozumel y hacen un sorprendente hallazgo: la perla negra que por años había permanecido en el fondo del mar. Al tocarla, surte efecto la maldición invocada por Ahzac y de inmediato se despierta la ambición de Eliseo Bravo, quien provoca la muerte de su socio Hernán, dejando desamparadas a su esposa Analy y a su hija recién nacida Aymar.
Eliseo regresa a Veracruz con el oro y la perla negra. Pero la maldición lo ha alcanzado ya que su esposa, María Teresa, lo ha abandonado dejándole a sus tres hijos: David, Nicolás y Leonardo. Eliseo se repone de ese duro golpe y funda una próspera hacienda ganadera que hace honor a su nombre: El Paraíso. Sin embargo, el origen de la hacienda está oculto en las sombras de la traición causada por la maldición de la Perla Negra.
Veinte años después, Eliseo ha educado con dureza a sus hijos. Con tristeza, se da cuenta de que su hijo mayor, David, no muestra ningún interés en los asuntos de la hacienda, por lo que Eliseo deposita su confianza en su segundo hijo, Nicolás, un abogado fuerte y dispuesto a apoyar a su padre. Mientras que Leonardo, se muestra como un muchacho melancólico y sensible.
Mientras tanto, Aymar, hija de Hernán y heredera de la cultura maya a la que defiende con orgullo, se ha convertido en una hermosa jovencita, conoce a Nicolás y se enamoran profundamente.
Por su parte, Maura Durán, una sensual y ambiciosa mujer, teje una red de mentiras para apoderarse de la fortuna de los Bravo. 
Maura se hace pasar por Karina Rossemberg y seduce a los tres hermanos creando entre ellos una rivalidad y envolviendo a Aymar
con sus intrigas, separando a la pareja.
Aymar y Nicolás no han dejado de amarse y deberán enfrentar las intrigas de Maura y la maldición de la perla negra para demostrar 
que el amor vence las barreras del tiempo y la maldad.

## Elenco
- Sara Maldonado - Aymar Lazcano Mayu
- Erick Elías - Nicolás Bravo Andrade
- Mariana Seoane - Maura Durán Linares  / Karina Rossemberg
- Alejandro Tommasi - Eliseo Bravo
- Manuel Ojeda - Capitán Pablo Solís
- Ingrid Martz - Karina Rossemberg "Sirenita" / Valeria Ross
- Aarón Hernán - Padre Augusto
- Frances Ondiviela - María Teresa Andrade de Bravo
- Úrsula Prats - Luisa Linares vda. de Durán
- Eugenio Cobo - Alberto Torres
- Erika Buenfil - Patsy Sandoval Portillo
- Ernesto D'Alessio - Leonardo Bravo Andrade
- José Luis Reséndez - David Bravo Andrade
- Macaria - Paloma Martínez
- Delia Casanova - Micaela Trinidad
- Magda Guzmán - Yolanda
- Humberto Elizondo - Lic. Alberti
- Alejandra Procuna - Martha Valdivia
- Oscar Traven - Mario Abascal
- Julio Camejo - José Miguel Díaz Luna
- Eugenia Cauduro - Analy Mayu Vda. de Lazcano
- René Strickler - Hernán Lazcano
- Mar Contreras - Penélope Montalbán
- Ferdinando Valencia - Lisandro Bravo Martínez
- Carlos Cámara Jr. - Isaac Rossemberg
- Liz Vega - Lizesca
- Flor Procuna - Rosalinda Díaz Luna
- Vicente Herrera - Aquilino Sánchez
- Pietro Vannucci - Botel
- José Carlos Ruiz - Ahzac
- Alejandro Ávila - Víctor
- Israel Jaitovich - Roque Durán
- Adalberto Parra - Nakuk Kum
- Maribel Fernández - Carmela de Trinidad
- Juan Carlos Serrán - Lucio Trinidad
- Xavier Ortiz - Emilio
- Kelchie Arizmendi - Brisa
- Ivonne Ley - Celina Trinidad
- Ricardo Guerra - Cuco
- Arturo García Tenorio - Director Gastón
- Anastasia - Leonor
- Malillany Marín - Lic. Fabiola Sarmiento
- Marco Uriel - Dr. Andrés Gutiérrez
- Dobrina Cristeva - Cleotilde
- Christian Vega - Hernán Nicolas Bravo Lazcano
- Emilio - Eliseo David Bravo Valdivia
- Darey - Leonardito Bravo Durán
- Evelio Arias Ramos - Tacho
- Arturo Posada - "Rigo"
- Patricio Cabezut - Barraza
- Valentina Patruno - Indhira
- Fernanda Franco - Nabora Sánchez
- Salvador Ibarra - Cirilo
- Archie Lanfranco - Manuel de Molina "Hombre Blanco
- Siena Perezcano - Ixmy
- Rudy Casanova - El Brujo
- Patricia Martínez - Donata
- Federico Pizarro - Raúl Abascal
- Ella Laboriel - Melva
- Ligia Robles - Alma Rossemberg
- Martín Rojas - Justino
- Christopher Robin - Alejandro Lascurain
- Ximena Said - Karina Rossemberg (Niña)
- Vielka Valenzuela - Lic. Méndez
- Lupita Jones - Ella misma

## DVD
El Grupo Televisa lanza a la venta en formato DVD sus novelas.

## Premios y nominaciones

### Premios TVyNovelas 2009
| Categoría              | Persona           | Resultado |
| ---------------------- | ----------------- | --------- |
| Mejor actor antagónico | Alejandro Tommasi | Nominado  |
| Mejor primer actor     | Manuel Ojeda      | Nominado  |
| Mejor actriz coestelar | Frances Ondiviela | Nominada  |

### TV Adicto Golden Awards
| Año  | Categoría     | Nominados    | Resultado |
| ---- | ------------- | ------------ | --------- |
| 2008 | Mejor retorno | Úrsula Prats | Ganadora  |